# Laura Maiztegui
Laura Maiztegui (née le 21 septembre 1978) est une joueuse de hockey sur gazon argentine.

## Carrière
Avec l'équipe d'Argentine de hockey sur gazon féminin, elle est médaillée d'argent aux Jeux olympiques d'été de 2000.